# Eleda Stadion
Het Eleda Stadion is een Zweeds voetbalstadion in de stad Malmö, waar Malmö FF haar thuiswedstrijden speelt. Het stadion telt of 21 000 zitplaatsen of 18 000 zitplaatsen en 6 000 staanplaatsen, en is gebouwd vlak bij het oude stadion van de ploeg, het Malmö Stadion. De bouw van het stadion kostte ruim 52,5 miljoen euro. Het stadion was eerder bekend onder de naam Swedbankstadion.
Het stadion werd op 13 april 2009 ingehuldigd met een wedstrijd tegen Örgryte IS die Malmö FF won met 3-0.
Tijdens het Europees kampioenschap voetbal onder 21 - 2009 ging de openingswedstrijd Zweden - Wit-Rusland (5-1) op 16 juni en de finale Duitsland - Engeland (4-0) op 29 juni in dit stadion door. Tijdens het toernooi waren de 21 000 zitplaatsen opgesteld. Na het toernooi werden 3 000 zitplaatsen verwijderd voor de competitieopstelling met 18 000 zitplaatsen en 6 000 staanplaatsen.

## Interlands
| 1                 | 7 september 2010  | Zweden – San Marino | 6 – 0 | EK 2012 kwalificatie | 21.083 |
| 2                 | 11 september 2012 | Zweden – Kazachstan | 2 – 0 | WK 2014 kwalificatie | 20.414 |
| 3                 | 3 juni 2013       | Zweden – Macedonië  | 1 – 0 | Vriendschappelijk    | 14.459 |
| 4                 | 30 mei 2016       | Zweden – Slovenië   | 0 – 0 | Vriendschappelijk    | 16.925 |
| Als Eleda Stadion |                   |                     |       |                      |        |
| 5                 | 19 november 2022  | Zweden – Algerije   | 2 – 0 | Vriendschappelijk    | 13.486 |

Behrn Arena (Örebro SK) ·
Borås Arena (IF Elfsborg) ·
Falkenbergs IP (Falkenbergs FF) ·
Gamla Ullevi (IFK Göteborg) ·
Grimsta IP (IF Brommapojkarna) ·
Guldfågeln Arena (Kalmar FF) ·
Kopparvallen (Åtvidabergs FF) ·
Nya Parken (IFK Norrköping) ·
Olympia (Helsingborgs IF) ·
Rambergsvallen (BK Häcken) ·
Strandvallen (Mjällby AIF) ·
Strawberry Arena (AIK Fotboll) ·
Strömvallen (Gefle IF) ·
Eleda Stadion (Malmö FF) ·
Tele2 Arena (Djurgårdens IF) ·
Örjans vall (Halmstads BK)
Ängelholms IP (Ängelholms FF) ·
Finnvedsvallen (IFK Värnamo) ·
Gamla Ullevi (GAIS Göteborg) ·
Jämtkraft Arena (Östersunds FK) ·
Landskrona IP (Landskrona BoIS) ·
Myresjöhus Arena (Östers IF) ·
Norrporten Arena (GIF Sundsvall) ·
Påskbergsvallen (Varbergs BoIS) ·
Skarsjövallen (Ljungskile SK) ·
Stadsparksvallen (Jönköpings Södra IF) ·
Stora Valla (Degerfors IF) ·
Studenternas IP (IK Sirius FK) ·
Södertälje Fotbollsarena (Assyriska Föreningen, Syrianska FC) ·
Tele2 Arena (Hammarby IF) ·
Vapenvallen (Husqvarna FF)
Arosvallen ·
Bårsta IP ·
Enavallen ·
Folkungavallen ·
Fredriksskans IP ·
Gamla Ullevi ·
Herrgärdets IP ·
Hillängens IP ·
Jernvallen ·
Johanneshovs IP ·
Kamratvallen ·
Lövåsvallen ·
Malmö IP ·
Malmö Stadion ·
Motala IP ·
Norra IP ·
Ramnavallen ·
Råsunda IP ·
Råsundastadion ·
Rimnersvallen ·
Ruddalens IP ·
Ryavallen ·
Sandåkerns IP ·
Skogsvallen ·
Slottsskogsvallen ·
Olympisch Stadion (Stockholm) ·
Söderstadion ·
T3 Arena ·
Trollebo IP ·
IJsbaan van Eskilstuna ·
Ullevi ·
Vägga IP ·
Vångavallen ·
Värendsvallen